# (36229) 1999 UE13
1999 UE13 (asteroide 36229) é um asteroide da cintura principal. Possui uma excentricidade de 0.10538190 e uma inclinação de 4.78465º.
Este asteroide foi descoberto no dia 29 de outubro de 1999 por CSS em Catalina.